# Afrijet Airlines
Afrijet Airlines fue una aerolínea con base en Lagos, Nigeria. Fue fundada y comenzó a efectuar operación regionales de carga en 1999. Su base de operaciones principal es el Aeropuerto Internacional Murtala Mohammed.

## Historia
Al igual que efectúa vuelos de carga desde Nigeria, la aerolínea también efectúa vuelos de alta seguridad en la República Democrática del Congo. La aerolínea ha trasladado recientemente sus oficinas del Aeropuerto Internacional Murtala Mohammed a su sede corporativa en Opebi, Lagos. Todavía mantiene una tienda de repuestos de aviación con su compañía asociada Elite Aviation, así como una instalación de mantenimiento completa para aviones Boeing 757 en el Aeropuerto Internacional Murtala Mohammed.
La aerolínea restauró sus vuelos de cabotaje en mayo de 2008.

## Destinos
Todos los vuelos regulares están suspendidos

## Flota
La flota de Afrijet Airlines incluye los siguientes aviones (a 20 de octubre de 2009):
- 4 ATR 72-500 (pedidos)